# Moringen
Moringen er en by og en kommune i Landkreis Northeim i den tyske delstat Niedersachsen.

## Geografi
Moringen ligger i Moringer Becken øst for højdedraget Weper, der mod vest støder op til Solling. Kommunen gennemløbes af den øvre del af Moore, en vestlig biflod til Leine. Mod nord afgrænses Moringer Becken af højdedraget Ahlsburg, der er en udløber af Solling.

### Inddeling
I kommunen ligger landsbyerne
| - Behrensen - Blankenhagen - Fredelsloh | - Großenrode - Lutterbeck - Moringen | - Nienhagen - Oldenrode - Thüdinghausen |